# Комобейбі
Комобейбі (англ. Comobabi) — переписна місцевість (CDP) в США, в окрузі Піма штату Аризона. Населення — 44 особи (2020).

## Географія
Комобейбі розташоване за координатами 32°3′14″ пн. ш. 111°48′10″ зх. д. / 32.05389° пн. ш. 111.80278° зх. д. (32.053847, -111.802885). За даними Бюро перепису населення США в 2010 році переписна місцевість мала площу 2,98 км², уся площа — суходіл.

## Демографія
Згідно з переписом 2010 року, у переписній місцевості мешкало 8 осіб у 3 домогосподарствах у складі 2 родин. Густота населення становила 3 особи/км². Було 5 помешкань (2/км²).
Расовий склад населення:
| - 100,0 % — корінних американців |

До двох чи більше рас належало 0,0 %. Частка іспаномовних становила 0,0 % від усіх жителів.
За віковим діапазоном населення розподілялося таким чином: 12,5 % — особи молодші 18 років, 75,0 % — особи у віці 18—64 років, 12,5 % — особи у віці 65 років та старші. Медіана віку мешканця становила 53,0 року. На 100 осіб жіночої статі у переписній місцевості припадало 100,0 чоловіків; на 100 жінок у віці від 18 років та старших — 133,3 чоловіків також старших 18 років.
Цивільне працевлаштоване населення становило 10 осіб. Основні галузі зайнятості: будівництво — 100,0 %.